# IOS 26
iOS 26 là phiên bản thứ 19 và là bản phát hành lớn tiếp theo của hệ điều hành iOS dành cho iPhone do Apple phát triển. Phiên bản hệ điều hành mới này được công bố tại Hội nghị các nhà phát triển toàn cầu (WWDC) vào ngày 9 tháng 6 năm 2025 và được dự kiến phát hành vào giữa tháng 9 năm 2025.
Là một phiên bản kế nhiệm của iOS 18, tuy nhiên số hiệu của phiên bản đã được đổi thành 26 mà không theo thứ tự như trước là do chính sách mới được công bố về việc thống nhất số hiệu phiên bản cho các hệ điều hành của Apple, từ nay sẽ được đặt theo năm liền kề so với thời điểm được phát hành.

## Tính năng

### Tính năng hệ thống

#### Giao diện người dùng
iOS 26 giới thiệu một ngôn ngữ thiết kế thống nhất theo phong cách "neumorphic" mang tên là Liquid Glass và được sử dụng đồng bộ trên các nền tảng hệ điều hành của Apple. Lấy cảm hứng từ visionOS, thiết kế này thay thế cho ngôn ngữ thiết kế phẳng được giới thiệu từ iOS 7, bằng cách sử dụng các yếu tố như bo tròn, trong suốt với “tính chất quang học của kính” (bao gồm hiện tượng khúc xạ), có khả năng phản chiếu và tạo hiệu ứng khúc xạ cho những nội dung bên dưới theo thời gian thực, các chuyển động và thao tác từ người dùng. Thiết kế này cũng gợi nhớ đến phong cách skeuomorphism từng xuất hiện trên iOS 6 và các phiên bản trước đó, đặc biệt thể hiện rõ qua biểu tượng mới của ứng dụng Máy ảnh (giống với biểu tượng trong iOS 6 trở về trước). Nhiều ứng dụng, bao gồm Máy ảnh và Safari đã được thiết kế lại giao diện người dùng để phù hợp với ngôn ngữ thiết kế mới này.

#### Màn hình chính và màn hình khóa
Các widget trên màn hình khóa giờ đây cũng có thể được đặt một cách linh hoạt hơn, thay vì bắt buộc phải nằm phía trên bên dưới đồng hồ như trước. Chiều cao của đồng hồ hiển thị trên màn hình khóa có tính chất linh hoạt, có thể co dãn tùy theo thao tác của người dùng và nội dung nhận diện được trong hình nền thậm chí phụ thuộc vào số lượng thông báo đang xếp chồng lên từ phía dưới.

#### Pin
Một chế độ tiết kiệm năng lượng mới, ít can thiệp hơn có tên là Chế độ nguồn thích ứng đã được giới thiệu. Khi thiết bị được sử dụng với cường độ cao hơn bình thường, chế độ này sẽ được kích hoạt. Chế độ này thực hiện các điều chỉnh nhỏ, như giảm độ sáng màn hình hoặc giảm hiệu suất ở một số tiến trình, nhưng không chặn các hoạt động nền như chế độ tiết kiệm năng lượng truyền thống.
Thời gian ước tính để sạc đầy pin giờ đây được hiển thị trên màn hình khóa và trong cài đặt.
Trong ứng dụng Cài đặt, mức tiêu thụ pin hàng ngày được hiển thị bằng màu sắc: màu cam cho mức sử dụng cao, xanh dương cho mức sử dụng thấp hoặc bình thường. Mỗi ứng dụng sẽ hiển thị thông tin về việc liệu nó có gửi nhiều thông báo hơn, chạy nền lâu hơn, hoặc tiêu tốn pin nhiều hơn so với bình thường hay không.

#### Apple Intelligence
iOS 26 giới thiệu các tính năng mới cho mô hình trí tuệ nhân tạo Apple Intelligence. Các mô hình đã được tối ưu hóa để hoạt động hiệu quả hơn và hỗ trợ thêm nhiều ngôn ngữ. Hệ điều hành này sẽ hỗ trợ dịch trực tiếp các cuộc hội thoại bằng giọng nói và văn bản thông qua các mô hình xử lý trực tiếp trên thiết bị. Bên cạnh đó, Genmoji giờ đây có thể được sử dụng để kết hợp các biểu tượng cảm xúc hiện có với nhau mà không cần phải thêm yêu cầu hay ngữ cảnh cụ thể.
Visual Intelligence và Image Playground cũng được tích hợp thêm các tính năng mở rộng của ChatGPT.
Framework Foundation Models cho phép tích hợp các tính năng của Apple Intelligence vào các ứng dụng bên thứ ba. Apple cho biết một ứng dụng được viết bằng Swift có thể triển khai framework này chỉ với ba dòng mã.

#### Đọc chính tả
Người dùng giờ đây có thể đánh vần một từ khi sử dụng tính năng nhập liệu bằng giọng nói, điều này rất hữu ích đối với những từ phức tạp hoặc hệ thống chưa nhận diện được.

#### Always-On Display (AOD)
Tùy chọn Wallpaper Blur for AOD cho phép người dùng áp dụng hiệu ứng làm mờ lên hình nền hiển thị trên Always-On Display.

#### Wi-Fi
Wi-Fi Aware: tính năng này hỗ trợ cho chuẩn Wi-Fi mới cho phép thiết bị phát hiện các thiết bị lân cận và giao tiếp với chúng một cách an toàn mà không cần kết nối Internet hoặc điểm truy cập.
Captive Assist: khi người dùng truy cập vào mạng Wi-Fi công cộng trên thiết bị Apple bằng cách điền thông tin vào biểu mẫu đăng nhập thông qua trang web, thông tin này sẽ tự động được chia sẻ với các thiết bị Apple khác, giúp việc kết nối cùng mạng trở nên dễ dàng hơn.

#### Bàn phím
Khi người dùng nhấn vào một phím biểu tượng cảm xúc, mô tả của biểu tượng đó sẽ xuất hiện bên dưới trong ô tìm kiếm.

### Hình nền
Trong phiên bản iOS 26 Beta 3, Apple đã giới thiệu thêm một vài mẫu hình nền mặc định mới cho iOS 26, bao gồm: Shadow, Sky, Halo và Dusk. Cho đến bản beta được phát hành rộng rãi đầu tiên, một hình nền dạng Dynamic đã được thêm vào.

## Các thiết bị hỗ trợ
iOS 26 yêu cầu thiết bị phải sử dụng vi xử lý Apple A13 Bionic hoặc mới hơn, do đó ngừng hỗ trợ các mẫu iPhone XS, XS Max và XR. Tính năng Apple Intelligence yêu cầu vi xử lý Apple A17 Pro hoặc mới hơn.
| Thiết bị                   | Được hỗ trợ | Hỗ trợ Apple Intelligence |
| -------------------------- | ----------- | ------------------------- |
| iPhone 11                  | Yes         | No                        |
| iPhone 11 Pro & 11 Pro Max | Yes         | No                        |
| iPhone SE (thế hệ thứ 2)   | Yes         | No                        |
| iPhone 12 & 12 Mini        | Yes         | No                        |
| iPhone 12 Pro & 12 Pro Max | Yes         | No                        |
| iPhone 13 & 13 Mini        | Yes         | No                        |
| iPhone 13 Pro & 13 Pro Max | Yes         | No                        |
| iPhone SE (thế hệ thứ 3)   | Yes         | No                        |
| iPhone 14 & 14 Plus        | Yes         | No                        |
| iPhone 14 Pro & 14 Pro Max | Yes         | No                        |
| iPhone 15 & 15 Plus        | Yes         | No                        |
| iPhone 15 Pro & Pro Max    | Yes         | Yes                       |
| iPhone 16 & 16 Plus        | Yes         | Yes                       |
| iPhone 16 Pro & 16 Pro Max | Yes         | Yes                       |
| iPhone 16e                 | Yes         | Yes                       |

## Lịch sử phát hành
Bản beta đầu tiên của iOS 26 được phát hành vào ngày 9 tháng 6 năm 2025 dành cho các nhà phát triển, với một bản dựng được sửa đổi của bản beta đầu tiên được phát hành vào ngày 13 tháng 6 dành cho dòng iPhone 15 và iPhone 16.
| Phiên bản   | Bản dựng | Ngày phát hành      | Ghi chú                                                                        |
| ----------- | -------- | ------------------- | ------------------------------------------------------------------------------ |
| 26.0 beta 1 | 23A5260n | 9 tháng 6 năm 2025  |                                                                                |
| 26.0 beta 1 | 23A5260u | 13 tháng 6 năm 2025 | Duy nhất dòng iPhone 15 và 16                                                  |
| 26.0 beta 2 | 23A5276f | 23 tháng 6 năm 2025 |                                                                                |
| 26.0 beta 3 | 23A5287g | 7 tháng 7 năm 2025  |                                                                                |
| 26.0 beta 4 | 23A5297i | 22 tháng 7 năm 2025 |                                                                                |
| 26.0 beta 4 | 23A5297m | 24 tháng 7 năm 2025 | Bản public beta 1, dành cho tất cả các mẫu máy được hỗ trợ ngoại trừ iPhone 11 |
| 26.0 beta 4 | 23A5297n | 25 tháng 7 năm 2025 | Bản public beta 1 chỉ dành cho iPhone 11                                       |